# 旭川市廃棄物最終処分場
旭川市廃棄物最終処分場（あさひかわしはいきぶつさいしゅうしょぶんじょう）は、旭川市都市建築部設備課と環境部廃棄物処理課が北海道旭川市江丹別町芳野に建設した一般管理型最終処分場である。

## 概要
旭川市廃棄物最終処分場は、地域住民がいつでも立ち入り観察・調査できる、最終処分場直下の地下水だけを使用した地下水専用観察池と処理施設の放流水だけを使用した放流水専用観察池がある。日本で初めて客観的情報（安全）と主観的情報（安心）のガイドラインによるリアルタイムモニタリングを可能にした最終処分場の安全安心保障を確立した代表的な存在である。そして、日本の遮水構造とリスクマネージメントが先進26か国中24位と言われていた2004年当時に、先進国の技術水準を超えるまで高められた最終処分場グランドデザインは、平成15年度地盤工学会技術業績賞（社団法人地盤工学会）、平成15年度土木学会環境賞(社団法人土木学会)、平成15年度国際ジオシンセティックス学会日本支部技術賞、ウエステック大賞2004審査委員長特別賞にて評価され、遮水構造とリスクマネージメントの標準モデルとなった。また、非営利情報認証第三者機関として、財団法人地域地盤環境研究所（足立紀尚理事長）や京都大学（嘉門雅史教授研究室）や岡山大学（西垣誠教授研究室）などの安全安心保証の専門家グループ（代表：水野克己工学博士）らによる遮水構造とリスクマネージメントとリスクコミュニケーションの監修･監督・指導による日本を代表する最大規模の公共が管理運営する最終処分場である。

## 施設内容
- 所在地：旭川市江丹別町芳野71番地
- 埋立廃棄物：不燃物，粗大物，焼却残さ，事業系一般廃棄物など
- 敷地面積：179.9 ha
- 埋立面積：13.2 ha
- 埋立容量：184 万m3
- 浸出水処理施設： 600 m3/ 日
- 埋立期間：15年間（平成15年7月1日 - 平成30年3月）
- 埋立構造：準好気性埋立構造
- 埋立方法：サンドイッチ・セル工法
- 埋立工法：山間層状埋立
- 事業費：約96億円

## 供用開始までの経緯
- 平成2 - 3年度 次期処分場の候補地の調査検討着手（市内7地区）
- 平成4年8月 次期最終処分場の建設地を江丹別地区に選定
- 平成6年3月 次期廃棄物最終処分場施設基本構想の策定
- 平成9年10月 江丹別地域の4団体から、次期廃棄物最終処分場建設・調査の同意
- 平成11年9月 施設基本計画書の策定
- 平成11年10月 「平成12年度廃棄物処理施設整備計画書」提出
- 平成12年5月 実施設計着手
- 平成12年9月 「一般廃棄物処理施設設置届出書」の提出
- 平成12年10月 「一般廃棄物処理施設設置届出書」の基準適合通知の受理
- 平成13年1月 旭川市廃棄物最終処分場建設工事等の着手
- 平成15年3月 旭川市廃棄物最終処分場建設工事等の竣功
- 平成15年7月 供用開始

## 建設反対紛争複雑化の要因
旭川市廃棄物最終処分場の紛争原因は、情報公開の制度と環境行政の政策の遅れと旭川市民が自ら発生させるゴミ問題と自ら使う埋め立て処分場問題に対する無関心が背景としてあった。中園廃棄物最終処分場の埋め立て閉鎖時期が迫ったなかで建設を急ぐあまり、住民合意を得ないまま強行着工の決断をした旭川市市長。近文清掃工場の焼却能力不足と事業系ごみのと家庭での分別不徹底による、生ゴミを餌に飛来するカラスやとんびの問題。江丹別地区だけに廃棄物処分場が集中した。そして江丹別地区で暮らす地域住民と『NIMBY：Not In My Back Yard （私の近くには困る）』考えの旭川市民との意識の乖離、そして利害関係者の介在が建設反対紛争複雑化の要因であった。特に、利害関係を有する地域権力構造と北海道地区以外からの売名行為を目的としたS大学非常勤講師や利益誘導を目的とした一部の環境保護活動家たちの扇動によって、良識ある反対派地域住民と旭川市民を混乱させた。
建設工事禁止仮処分命令の申し立ては、原告と被告のどちらかが勝訴又は敗訴でなく、非営利情報認証第三者機関を介在し、地域住民に対し信頼ある情報公開を確約し、地域住民との信頼関係を損なわないリスクマネージメントのシナリオが策定された。建設から維持運営に直接関わる実務経験者と地域住民の両者が『直接顔と顔を何度も会わせることで信頼を得る』活きた対話によるコミュニケーションと透明性を高めた情報公開により一部地域住民による裁判所による建築工事禁止の仮処分命令は，原告側（一部市民）が自ら取り下げた。公害審査会への調停申請は、条例法令で、旭川市廃棄物処分場環境対策協議会が設置された。旭川市市民の心の財産となった日本初4賞受賞が権威付けによって市民グループを封じ込める手段に使っている』などと投書があるなどとネガティブ思考の環境保護活動家たちによって旭川市民に混乱が生じた。

## リスクコミュニケーション
旭川市廃棄物最終処分場の浸出水調整池形状は、箱形であり浸出水だけ一時貯留する。埋立地形状は、非定型(自然形)でありゴミと浸出水が混在するため極めて判りにくい。このため埋め立て地の形状を誰もが共通のイメージで理解を得るために『池』、『川』、『丘』、『山』の言語に置き換え、『絵』で表現された。これは、フューチャーズランゲージ手法(未来言語)と言われるリスクコミュニケーションの一つである。また、主要遮水構造は実物大の模型を製作し住民説明会でリスクコミュニケーションツールとして使われた。建設に際して実施した地域住民との説明会は130回以上であった。

## 建設までのリスクマネージメント
30年間埋め立てが続けられていた中園廃棄物最終処分場（平成15年6月末に埋立を終了）では、処分場起因のカラスやトンビなどにより農作物等に被害を与えたこと及び処分場維持管理の不適切により火災・異臭等の問題があった。そして長期に渡って，自然環境の保全や地域住民の健康及び財産につき不安の念を与えた。そして、芳野地区に計画された旭川市廃棄物最終処分場では、埋立地内の浸出水と地下水を遮断する遮水シートが破損し、河川や地下水汚染を危惧する声が地域住民からあがった。地域住民から指摘された内容は、『なぜ中園、共和、芳野と江丹別地区に処分場を建設するのか？』、『基本計画の考えでは安全性が欠けている！』、『旭川市廃棄物処分場の建設絶対反対！』などである。一部の地域住民は、最終処分場の建設中止を求める公害審査会への調停申請や建設工事禁止仮処分命令の申し立てを地裁に行った。
これに対して、旭川市は平成12年5月に基本設計の見直しを行った。最終処分場建設に際し平成12年4月までは旭川市事務系職員が担当し、平成12年5月以降の基本設計見直し以降は、他の部署から技術系職員3名が職務を引き継いだ。最終処分場建設期間中の遮水構造の監理や供用開始後の埋立管理マニュアル作成などは一般競争入札により外部委託した。実施設計は、旭川市が自ら調査・考案した処分場基本理念（グランドデザイン）を、一般競争入札による民間建設コンサルタントによって図面化させた。実施設計開始から工事着工までの期間が8か月と短期であったため遮水構造は、浜北市（現在の浜松市）から技術支援を受けた。図面の元となったデータは、中園廃棄物最終処分場内で、年間気温差60℃，積雪2m以上，最低気温－32℃の寒冷地で2年間の実規模試験を行い挙動調査を行った。平成15年に建設工事禁止仮処分命令の申し立ては地域住民によって取り下げられ、平成15年3月に最終処分場が竣功した。旭川市廃棄物最終処分場は用地選定から計画・建設までに13年近い年月を要した。

## 供用開始後のリスクマネージメント
旭川市廃棄物最終処分場は、ゴミの早期安定化を目指し、埋立地下流側から上流に向かって、ほぼ中央線上に、幅約1～3m、最大高さ約35m、総延長約450mの大型連続縦型排水層を、ゴミ埋立と平行して構築する早期閉鎖を目的とした埋立管理手法であり日本国内で初めての試みである。そしてゴミ層や遮水構造に温度センサーや水分センサーや変異計などの計測装置が設置された。また，独立行政法人国立環境研究所循環型社会・廃棄物研究センターによって、供用開始後の底部遮水工の環境ストレスなどの調査が定期的にされた。これらのデータは学術論文や講演集など国内外で情報公開された。
平成15年7月の供用開始後は、ゴミの搬入と埋立管理は委託、水処理施設の管理・運営は指名競争入札、施設の維持管理業務は旭川市環境部直轄と変更された。平成15年11月1日（平成16年3月31日廃止）には、旭川市廃棄物処分場を監視し、その適正な在り方について調査検討する地域住民と学識経験者参加による『旧旭川市廃棄物処分場環境対策協議会』委員長：松藤敏彦（北海道大学工学部教授）が設置された。そして、平成16年4月1日旭川市廃棄物処分場環境対策協議会条例法令で、『旭川市廃棄物処分場環境対策協議会』が設置された。　

## 参考資料
- 北海道経済（2001）：ゴミ処理場建設中止を求め江丹別住民が仮処分申請、月刊北海道経済2001年 5月号 No.389
- 新藤　慶（2002）：一般廃棄物処分場建設反対運動の展開と地域権力構造―北海道旭川市の事例を通して、第27回地域社会学会大会
- 新藤　慶（2003）：廃棄物処分場の集積と地域住民の対応--北海道旭川市を事例として、北海道大学大学院教育学研究科紀要、No.91、pp. 135-161
- 佐藤道明・富田大学・岡田朋子・本郷隆夫・水野克己・ 嘉門雅史(2003)：自然環境との調和に配慮した旭川市廃棄物処分場事例地盤の環境・計測技術に関するシンポジウム，地盤工学会関西支部,pp89-92
- 氏原康博・佐藤道明・岡田朋子・本郷隆夫・水野克己・嘉門雅史(2003)：最終処分場における三要素並びに多要素複合ライナーの評価，地盤工学会，第5回環境地盤工学シンポジウム，pp65-70．
- 岡田朋子・遠藤和人（2004）：地下水保全を目的とした廃棄物最終処分場の設計建設における第三者的活動の事例報告、土木学会北海道支部「平成16 年度年次技術研究発表会」
- Endo, K., Mizuno, K., Sato, M., Murata, K., Inoue, Y., and Kamon, M. (2004): Geotechnical design according to groundwater contamination risk for MSW landfill in Japan, Proceedings of the 3rd International Landfill Research Symposium, Hokkaido,Japan: Nov. 29 - Dec. 2, pp. 55-57.
- 北海道経済（2004）：カラスが群舞江丹別ゴミ処分場の奇妙な土木学会環境賞受賞、月刊北海道経済2004年7月号No.427